# Bandera de Arkansas
La bandera del estado estadounidense de Arkansas consiste en un campo de color rojo cargado con un gran diamante blanco de borde azul. En la bandera aparecen veintinueve estrellas de cinco puntas: veinticinco pequeñas estrellas blancas dentro del borde azul y cuatro más grandes estrellas de color azul dentro del fondo blanco de diamantes, junto a la inscripción "ARKANSAS".
El diseño fue creado por Willie Kavanaugh Hocker de Wabbaseka de entre sesenta y cinco propuestas en un concurso en 1912.

## Simbolismo
Los elementos de la bandera tienen un complejo simbolismo. De acuerdo con una ley estatal de 1987 que define la bandera, el diamante representa el estatus de Arkansas como "el único estado productor de diamantes de la Unión", cuando el Parque Estatal Crater of the Diamonds era la única mina de diamantes en América del Norte y antes de los descubrimientos más recientes en Colorado y Montana. Las veinticinco de estrellas de color blanco alrededor del borde del diamante representan la posición de Arkansas como el vigesimoquinto estado de ingresar en la Unión. La estrella azul por encima de la palabra "ARKANSAS" representa a los Estados Confederados de América, a los que se sumó Arkansas durante su secesión.
Las tres estrellas por debajo de "ARKANSAS" tienen tres significados:
- Las tres naciones a las que ha pertenecido el territorio de Arkansas (España, Francia y los EE. UU.)
- La Compra de Luisiana, firmada en 1803, supuso la adquisición de este territorio por parte de los Estados Unidos.
- Arkansas es el tercer estado (tras Luisiana y Misuri) constituido como tal a raíz de la Compra de Luisiana.

El estatuto establece que las dos estrellas exteriores, que apunta hacia arriba sean consideradas "estrellas gemelas" para representar a los "estados hermanos" de Arkansas y Míchigan, que afirma que se integraron juntos en la Unión. Sin embargo, esa parte del estatuto contiene dos errores: 
- En el diseño original de Hocker, las tres estrellas se encuentran en una sola fila que fueron dispuestas en triángulo más tarde. Aunque una fuente indica que el simbolismo de los "estados hermanos" fue añadido en la Legislatura de 1924,[3] otro afirma que las "estrellas gemelas" de Hocker son en realidad dos de las 25 estrellas en el diamante, en los puntos izquierdo y derecho, la segunda, es más coherente con el diseño original, a pesar de que Míchigan es en realidad el vigesimosexto estado.
- Aunque las actas de admisión de ambos estados fueron firmadas por el presidente Andrew Jackson en ese día y Arkansas se convirtió en un estado de inmediato, Míchigan se ofreció únicamente a condición de ceder la Franja de Toledo en Ohio a cambio de la Península Superior. Una vez que ocurrió, fue finalmente admitido 26 de enero de 1837.

## Historia
La primera mención de una bandera estatal data de 1890. En Little Rock, una sección local de la Templanza planeaba un gran desfile infantil en la ciudad. Ordenaron que los niños llevaran dos banderas: la bandera estadounidense y un "Estandarte Estatal". El diseño del estandarte no fue descrito y se desconoce cuándo se fabricó.
En 1910, miembros de la Federación de Clubes de Mujeres de Arkansas se unieron para confeccionar una bandera estatal para la Convención Nacional de la Federación Estadounidense de Clubes de Mujeres, en Cincinnati . Según Stan Harley, la bandera se inspiró en las banderas de regimiento utilizadas durante la Guerra Civil, especialmente la del 6.º Regimiento de Infantería de Arkansas. La bandera tenía un fino borde blanco que rodeaba un campo azul con el sello estatal en el centro. Fue confeccionada por la Sra. John Ike Moore. Tras la Convención, acudieron a la Antigua Casa del Estado e intentaron presentarla, pero sin éxito.

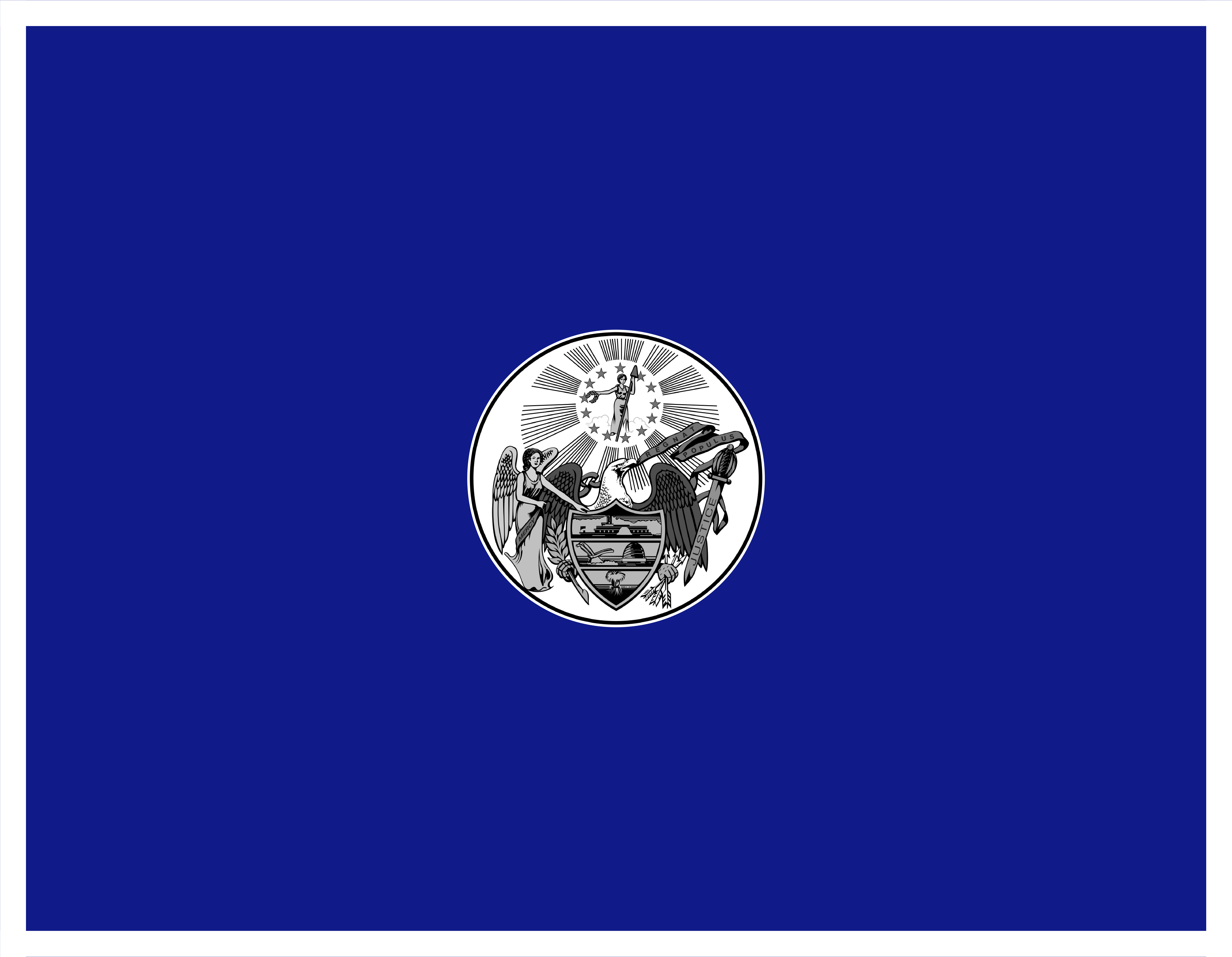
Bandera estatal propuesta por la Federación de Clubes de Mujeres de Arkansas, 1910.

Alrededor de 1912, el capítulo de Pine Bluff de las Hijas de la Revolución Estadounidense deseaba presentar una bandera estatal para la puesta en funcionamiento del acorazado USS Arkansas. Cuando se descubrió que Arkansas no tenía una bandera, las Hijas de la Revolución Estadounidense decidieron patrocinar un concurso para diseñar una bandera. Hocker, una miembro esta organización, ganó con un diseño similar a la actual bandera. Ella diseñó la bandera azul con tres estrellas en el centro del blanco y diamantes sin la palabra "ARKANSAS". A petición del comité, presidido por el Secretario de Estado Earle Hodges, Hocker añadió "ARKANSAS" y se reorganizaron las estrellas a una en la parte superior y dos en la parte inferior. Esta bandera fue aprobada por la legislatura el 26 de febrero de 1913. 
En 1923, el legislador añadió la cuarta estrella, que representa los Estados Confederados de América. Esta cuarta estrella fue originalmente situada de tal manera que había dos estrellas por encima del nombre del Estado y dos por debajo de lo que debía incluir la Confederación, junto con España, Francia y los Estados Unidos. Dado que ésta perturbaba los otros dos significados de las tres estrellas originales, el legislador corrigió esto en 1924, colocando la estrella correspondiente a la Confederación por encima de "ARKANSAS" y las originales tres estrellas debajo de él, como lo esta hoy.
|                                 |                             |                        |                        |
| Propuesta de bandera de Hocker. | Bandera estatal (1913–1923) | State flag (1923–1924) | State flag (1924–2011) |

## Diseño

Presentación de la bandera estatal, 1924
.

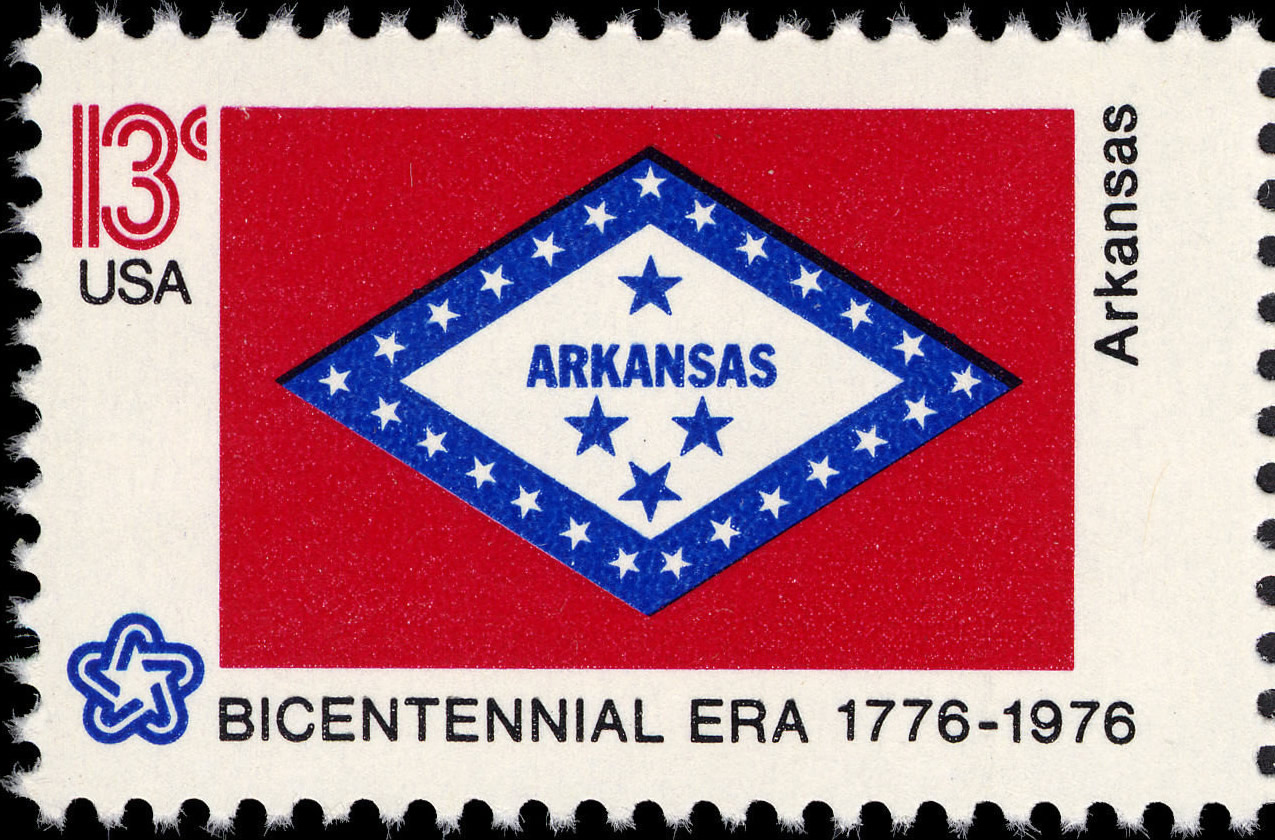
La bandera del estado de Arkansas tal como se muestra en la serie de sellos postales del bicentenario de 1976.

Los elementos de la bandera poseen un simbolismo complejo. Según la ley estatal de 1987 que define la bandera, el diamante representa la condición de Arkansas como "el único estado con diamantes en la Unión". (El Parque Estatal Cráter de Diamantes era la única mina de diamantes en Norteamérica en aquel entonces, antes de los descubrimientos más recientes en Colorado y Montana. Sin embargo, el parque estatal sigue siendo el único lugar donde el público puede buscar y conservar diamantes).
Las 25 estrellas blancas alrededor del borde del diamante representan la posición de Arkansas como el 25º estado admitido en la unión.
La estrella sobre "ARKANSAS" representa a la confederación a la que Arkansas fue admitido el 18 de mayo de 1861. 
Las tres estrellas debajo de "ARKANSAS" tienen tres significados distintos:
- Las otras tres naciones a las que Arkansas ha pertenecido (Francia, España y Estados Unidos).
- La Compra de Luisiana, que incorporó Arkansas a los Estados Unidos, se firmó en 1803.
- Arkansas fue el tercer estado (después de Luisiana y Misuri) formado a partir de la Compra de Luisiana.

El estatuto establece que las dos estrellas exteriores, que apuntan hacia arriba, de las tres se consideran "estrellas gemelas" que representan a los "estados gemelos" de Arkansas y Michigan , que, según afirma, fueron admitidos juntos el 15 de junio de 1836. Sin embargo, esa parte del estatuto contiene dos inexactitudes:
- Las tres estrellas estaban en una sola fila en el diseño original de Hocker; no se dispusieron en triángulo hasta más tarde. Si bien una fuente indica que el simbolismo de los "estados gemelos" fue añadido por la 44.ª Asamblea General de Arkansas, otra afirma que las "estrellas gemelas" de Hocker son en realidad dos de las 25 estrellas del diamante, en los extremos izquierdo y derecho;[7] esto último es más coherente con el diseño original, a pesar de que Michigan es en realidad el 26.º estado.
- Si bien el presidente Andrew Jackson firmó las actas de admisión de ambos estados ese día y Arkansas se convirtió en estado inmediatamente, a Michigan se le ofreció la admisión solo con la condición de ceder la Franja de Toledo a Ohio a cambio de la península superior. Una vez hecho esto, finalmente fue admitido el 26 de enero de 1837.

En 2001, una encuesta realizada por la Asociación Vexilológica de América del Norte (NAVA) colocó a la bandera del estado de Arkansas en el puesto 45 en calidad de diseño entre las 72 banderas provinciales, estatales y territoriales de Canadá clasificadas. 

## Saludo
La ley que define la bandera también define un texto que se utilizará para saludarla: "Saludo a la bandera de Arkansas con su diamante y estrellas. Te juramos nuestra lealtad". El saludo fue escrito por la autora Virginia Belcher Brock.

## Salutación a la bandera
La ley que define la enseña, también establece un texto que se utilizará en saludar a la bandera: "Yo saludo a la Bandera de Arkansas con sus diamantes y estrellas. Te prometemos lealtad."